# Himatione
Himatione és un dels gèneres d'ocells de la família dels fringíl·lids (Fringillidae).

## Taxonomia
Segons la classificació del Congrés Ornitològic Internacional (versió 15.1, 2025), aquest gènere està format per dues espècies:
- Apapane de les Hawaii (Himatione sanguinea Gmelin, JF, 1788)
- Apapane de Laysan (Himatione fraithii Rothschild, 1892)